# Palais de Salomon

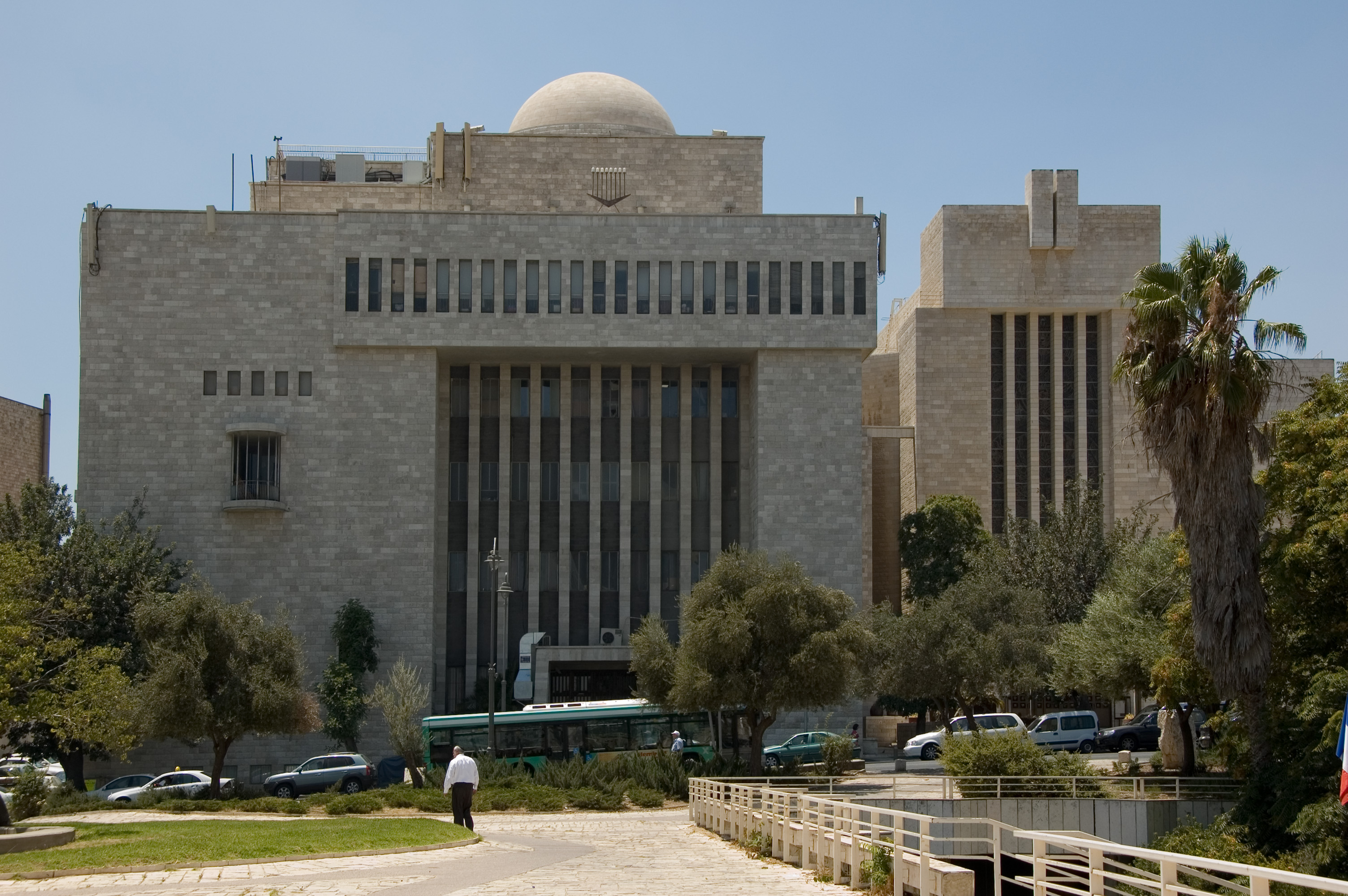
Heichal Shlomo

Le Palais de Salomon (en hébreu : היכל שלמה, Heikhal Shlomo) était le siège du Grand-rabbinat d'Israël. Il se situe à côté de la Grande Synagogue sis rue King George, à Jérusalem. Le bâtiment fut terminé en 1958. En 1992, il est devenu un musée consacré à l'art juif.
Le bâtiment est actuellement le siège du Jewish Heritage Museum, de la synagogue de Renanim, ainsi qu'un espace de bureau et un auditorium.